# Konstanty Wiszniewski
Konstanty Zwarzyłło Wiszniewski herbu Ramult odm. (ur. 18 lutego 1839 w Niepołomicach, zm. 31 marca 1908 w Krakowie), właściciel Wrząsowic i Kamienicy pod Wiewiórką w Krakowie; farmaceuta, członek Galicyjskiego Towarzystwa Farmaceutycznego „Unitas”, Wiceprezes Towarzystwa Opieki nad Weteranami z 1831 r., czynny członek Towarzystwa św. Wincentego a Paulo, właściciel Apteki pod Gwiazdą w Krakowie.

## Życiorys
W latach 1850-1853 pobierał edukację w bocheńskim gimnazjum. W 1858 r. rozpoczął studia farmaceutyczne na Uniwersytecie Jagiellońskim, które ukończył w 1860 r.
Już w czasie studiów rozpoczął praktykę aptekarską u dr Józefa Sawiczewskiego w Aptece pod Słońcem, gdzie przepracował 10 lat stając się ostatecznie zarządcą apteki. W 1873 r. nabył, wcześniej dzierżawioną Aptekę pod Gwiazdą mieszczącej się na ulicy Floriańskiej, która pozostała w rodzinie Wiszniewskich do jej likwidacji.